# Jovan Markoski
Jovan Markoski (in serbo Јован Маркоски?; Belgrado, 23 giugno 1980) è un allenatore di calcio ed ex calciatore serbo, di ruolo centrocampista, tecnico del Radnički Obrenovac.

## Palmarès

### Club

#### Competizioni nazionali
- Campionato jugoslavo: 1

Stella Rossa: 2000-2001
- Coppa d'Ucraina: 1

Vorskla: 2008-2009